# Geophis isthmicus
Geophis isthmicus är en ormart som beskrevs av Boulenger 1894. Geophis isthmicus ingår i släktet Geophis och familjen snokar. Inga underarter finns listade i Catalogue of Life.
Arten är endast känd från en enda individ som hittades under 1800-talet någonstans vid Tehuantepecnäset i södra Mexiko. Geophis isthmicus lever antagligen i tropiska lövfällande skogar. IUCN kategoriserar arten globalt som otillräckligt studerad.